# Ставчанська сільська рада (Пустомитівський район)
Ставчанська сільська рада — орган місцевого самоврядування у Пустомитівському районі Львівської області з адміністративним центром у с. Ставчани.

## Загальні відомості
Історична дата утворення: в 1939 році. Водоймища на території, підпорядкованій даній раді: річка Ставчанка.

## Населені пункти
Сільраді підпорядковані населені пункти:
- с. Ставчани
- c. Дібрівки
- c. Підгайці

## Склад ради
- Сільський голова: Панахид Петро Петрович
- Секретар сільської ради: Голубець Іванна Миколаївна
- Загальний склад ради: 16 депутатів

### Керівний склад ради
| ПІБ                    | Основні відомості                                                 | Дата обрання | Дата звільнення |
| ---------------------- | ----------------------------------------------------------------- | ------------ | --------------- |
| Панахид Петро Петрович | Сільський голова, 1974 року народження, освіта, безпартійний      | 26.03.2006   | 31.10.2010      |
| Панахид Петро Петрович | Сільський голова, 1974 року народження, освіта вища, безпартійний | 31.10.2010   |                 |

Примітка: таблиця складена за даними джерела

### Депутати
Результати місцевих виборів 2010 року за даними ЦВК
| № зп                           | № округу                       | Прізвище, ім'я, по батькові    | Дата визнання обраним          | Відомості про обраного депутата                                                                        |
| Політична партія «За Україну!» | Політична партія «За Україну!» | Політична партія «За Україну!» | Політична партія «За Україну!» | Політична партія «За Україну!»                                                                         |
| ------------------------------ | ------------------------------ | ------------------------------ | ------------------------------ | --- |
| 1                              | 12                             | Лемішко Оксана Романівна       | 05.11.2010                     | Освіта вища, позапартійна, Львівська обласна психіатрична лікарня, завідувач відділенням               |
| Самовисування                  |                                |                                |                                | |
| 1                              | 1                              | Небога Орест Михайлович        | 05.11.2010                     | Освіта середня, позапартійний, ДП ДТ «Оброшине», тракторист                                            |
| 2                              | 2                              | Панахид Ольга Павлівна         | 05.11.2010                     | Освіта вища, член Всеукраїнського об'єднання «Батьківщина», Ставчанська загальноосвітня школа, вчитель |
| 3                              | 3                              | Тимчишин Михайло Богданович    | 05.11.2010                     | Освіта середня спеціальна, позапартійний, тимчасово не працює                                          |
| 4                              | 4                              | Возняк Ігор Йосипович          | 05.11.2010                     | Освіта вища, позапартійний, ТзОВ «Львівцентробуд», майстер                                             |
| 5                              | 5                              | Мазепа Олег Богданович         | 05.11.2010                     | Освіта середня, позапартійний, ПП «Дорачук», слюсар                                                    |
| 6                              | 6                              | Свідерко Іван Іванович         | 05.11.2010                     | Освіта вища, член Конгресу Українських Націоналістів, ДП ДТ «Оброшине», головний зоотехнік             |
| 7                              | 7                              | Кузнєцов Михайло Вікторович    | 05.11.2010                     | Освіта середня, член Політичної партії «Сильна Україна», ДП ДТ «Оброшине», головний інженер            |
| 8                              | 8                              | Єдинак Михайло Михайлович      | 05.11.2010                     | Освіта вища, позапартійний, тимчасово не працює                                                        |
| 9                              | 9                              | Панахид Назар Михайлович       | 05.11.2010                     | Освіта середня, позапартійний, ТзОВ «Транс сервіс-1», автослюсар                                       |
| 10                             | 10                             | Голубець Іванна Миколаївна     | 05.11.2010                     | Освіта середня, позапартійна, Ставчанська сільська рада, секретар                                      |
| 11                             | 11                             | Бочуляк Андрій Ярославович     | 05.11.2010                     | Освіта середня, позапартійний, ПП «Луцик», слюсар                                                      |
| 12                             | 13                             | Романюк Ярослав Олексійович    | 05.11.2010                     | Освіта середня, позапартійний, ДП «Львівськийоблавтодор», водій                                        |
| 13                             | 14                             | Полюга Роман Мирославович      | 05.11.2010                     | Освіта середня, позапартійний, ДП ДТ «Оброшине», тракторист                                            |
| 14                             | 15                             | Блащак Роман Григорович        | 05.11.2010                     | Освіта середня, позапартійний, «Бізнес-Гранд», водій                                                   |
| 15                             | 16                             | Дідик Тарас Миронович          | 05.11.2010                     | Освіта вища, позапартійний, АВС МПП «Високий замок», оператор                                          |